# معلم موسيقى
معلم موسيقى (بالإنجليزية: Music Teacher)‏ ،هو الشخص الذي يُعلِم الأشخاص الموسيقى بمختلف الأعمار وأحياناً يعلمهم الغناء، غالباً ما يعطي معلم الموسيقى دروس خصوصية في الموسيقى وأحياناً يقوم بالتدريس بالجامعات والمعاهد.